# 갈리카노
갈리카노(이탈리아어: Gallicano)는 이탈리아 토스카나주 루카도에 있는 코무네이다. 피렌체에서 북서쪽으로 70km, 루카에서 남서쪽 25km 거리에 있다.